# OlliOlli2: Welcome to Olliwood
Az OlliOlli2: Welcome to Olliwood gördeszkázós videójáték, melyet a Roll7 fejlesztett PlayStation 4 és PlayStation Vita konzolokra. A játékot 2014. szeptember 25-én, a kritikailag elismert OlliOlli folytatásaként jelentették be, és 2015. március 3-án jelent meg Észak-Amerikában, illetve 2015. március 4-én Európában. Az OlliOlli2 a PlayStation Plus-tagoknak ingyenesen elérhető volt. A játékot a BlitWorks később személyi számítógépekre is átírta, a Microsoft Windows-, az OS X- és a Linux-változatok 2015. augusztus 11-én jelentek meg a Devolver Digital gondozásában.

## Fogadtatás
| Összegzőoldal | Értékelés                  |
| ------------- | -------------------------- |
| GameRankings  | 89% (Vita) 86% (PS4)       |
| Metacritic    | 85/100 (PS4) 85/100 (Vita) |

| Szerző       | Értékelés |
| ------------ | --------- |
| GamesRadar+  | [ 9 ]     |
| IGN          | 9,0/10    |
| Push Square  | [ 11 ]    |
| TheSixthAxis | 9/10      |

Az OlliOlli2 pozitív kritikai fogadtatásban részesült, a PlayStation 4-verzió 86,46%-on, illetve 85/100-as pontszámon áll a GameRankings és Metacritic gyűjtőoldalakon. A Vita-változat 89,33%-on áll a GameRankingsen, míg a Metacriticen 85/100-as pontszámon. Cam Shea az IGN-nek írt elemzésében 9.0/10-es pontszámmal díjazta a játékot, amit egy „nagyszerűen megmunkált és kihívást jelentő technikai deszkás játéknak” nevezett.
2015. március 27-ig több mint 1 millióan töltötték le a játékot.